# Playmate of the Year (album)
Albums de Zebrahead
Waste of Mind
(1998) Stupid Fat Americans
(2001)
Singles
1. Playmate of the Year
Sortie : 2000
2. Now or Never
Sortie : 2001

Playmate of the Year est le troisième album du groupe de punk-rock américain Zebrahead. Les deux singles de cet album ont été utilisés dans des films : Now or Never dans le film Little Nicky, Playmate of the Year dans le film Eh mec ! Elle est où ma caisse ?.
Le clip vidéo de la chanson titre existe en versions censurée et non-censurée. La version non-censurée est passée sur Playboy TV et est disponible sur DVD en bonus du calendrier Video Playmate Calendar de Playboy, édité en 2001. Le clip montre le fondateur de Playboy, Hugh Hefner et de nombreuses  playmates, dont Jodi Ann Paterson (la Playmate de l'Année 2000 à qui le titre fait référence) et a été filmé au Manoir Playboy.

## Liste des chansons
1. I Am - 3:01
2. Playmate of the Year - 2:58
3. Now or Never - 3:00
4. Wasted - 3:54
5. I'm Money - 3:53
6. Go - 3:23
7. What's Goin' On? - 4:01
8. Subtract You - 2:59
9. The Hell That Is My Life - 4:00
10. E Generation - 2:44
11. Livin' Libido Loco - 4:47
12. In My Room - 4:39

### Chansons bonus de la version japonaise
1. All I Need - 3:08
2. Deck The Halls (I Hate Christmas) - 10:15

## Personnel
- Justin Mauriello – Guitare rythmique, Chant
- Ali Tabatabaee – Chant
- Greg Bergdorf – Guitare solo
- Ben Osmundson – Guitare basse
- Ed Udhus –  Batterie
- Howard Benson - Clavier
- Chris Lord-Alge - Mixage
- Robert Green Brooks - Ingénieur du son
- Ernie Vigil; Mat Silva - Ingénieurs assistants
- Gavin Lurssen - Mastering

## Remarques
- Wasted contient une chanson cachée pendant les 30 dernières secondes de la piste qui sera mixé dans la chanson Take It Off de la chanteuse pop américaine Kesha
- The Hell That is My Life contient une démo de la chanson inédite Wookie.
- In My Room dure 3:32 et est suivie par environ une minute de digeridoo (joué par Tavis Werts de Reel Big Fish), puis environ 5 minutes de silence. Quand il ne reste que 2 minutes et 55 secondes à la piste, un canular téléphonique est joué avec pour cible Sony BMG. L'appel est de Ali Tabatabaee qui se fait passer pour la mère de Justin Mauriello demandant quand le groupe va commencer à recevoir de l'argent de leur label.